# Ki-Jutsu
Le Ki-Jutsu est un sport d'autodéfense pieds/poings suivi de mouvements de dégagement et d'immobilisation. 
Il a été mis au point par M. Michel Morin (25 ans de pratique et d'enseignement des diverses formes de karaté et d'aikijutsu traditionnels).
Ki signifie énergie, cette énergie que tout le monde possède mais ne sait pas l'utiliser[non neutre].
Jutsu signifie art de combat souple ou geste d'autodéfense.
En une phrase, c'est la découverte de l'énergie à travers des techniques de combat et d'autodéfense.
Cette discipline est non compétitive et comme tout art martial qui se respecte, elle est basée sur le respect des autres et de soi.
Sa pratique consiste à mettre l'adversaire hors de combat en un minimum de temps en donnant des coups frappés mains/pieds. Ces coups n'étant pas portés à l'entraînement, ils sont arrêtés avant qu'ils ne touchent le corps du partenaire permettant ainsi une deuxième action avec un enchaînement sur des mouvements de dégagement, d'immobilisation ou de projection.
Aujourd'hui, il existe plusieurs clubs dans le Nord Pas de Calais, dont celui de Calais dirigé par, Colembert, Capelle Les Boulogne, Hesdin l'abbé ou encore Elinghen-Ferques ou Nesles

## Grades
Les grades sont indiqués par la couleur de la ceinture : blanche, jaune, orange, verte, bleue, marron, noire (1er, 2d,… échelons).

## Affiliation
Tous les clubs de Ki-Jutsu sont affiliés à la F.F.S.T. (agrémentée par la jeunesse et les sports).